# Schronisko w Górze Towarnej Małej
Schronisko w Górze Towarnej Małej, Schronisko w Górze Towarniej Małej – schronisko na wzniesieniu Góry Towarne Małe w miejscowości Olsztyn w województwie śląskim, w powiecie częstochowskim, w gminie Olsztyn. Pod względem geograficznym jest to obszar Wyżyny Mirowsko-Olsztyńskiej w obrębie Wyżyny Częstochowskiej. 

## Opis
Schronisko znajduje się w niepozornych skałkach pod szczytem Góry Towarnej Małej (naprzeciwko skał wspinaczkowych). Jest to korytarzyk o długości 7 m przebijający skały na wylot. Prostokątne otwory mają wymiary 1,7 × 1 × 0,8 m. Korytarzyk jest myty z dość obfitym, próchnicznym namuliskiem. W jego ścianie jest wnęka, od której odchodzi kominek o wysokości 1,5 m.
Schronisko powstało w późnojurajskich wapieniach skalistych. Na jego ścianach są tylko niewielkie nacieki grzybkowe, poza tym są one skorodowane i bez nacieków. Jest w całości widne. Nie występują w nim rośliny, zwierząt nie zaobserwowano.

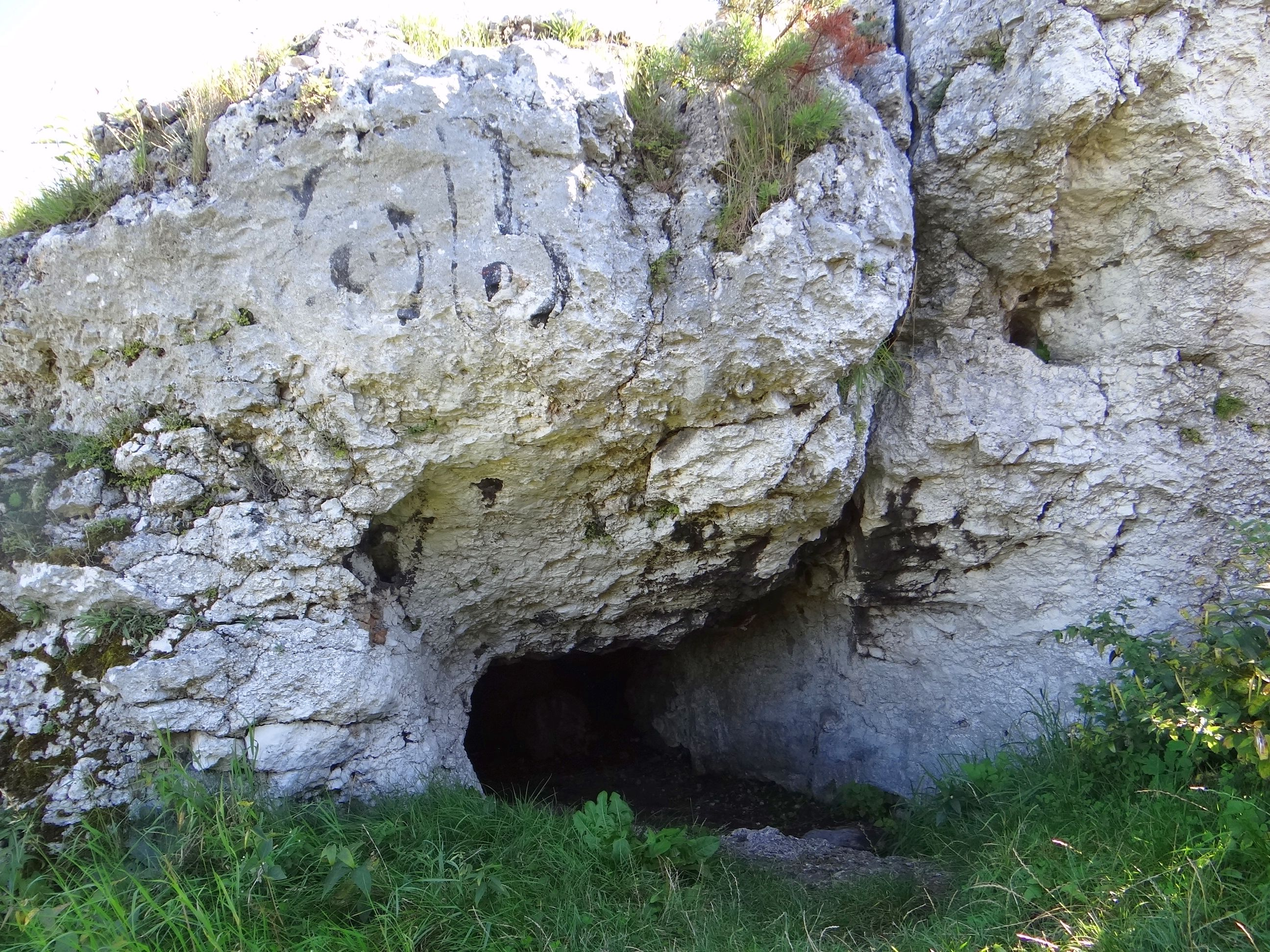
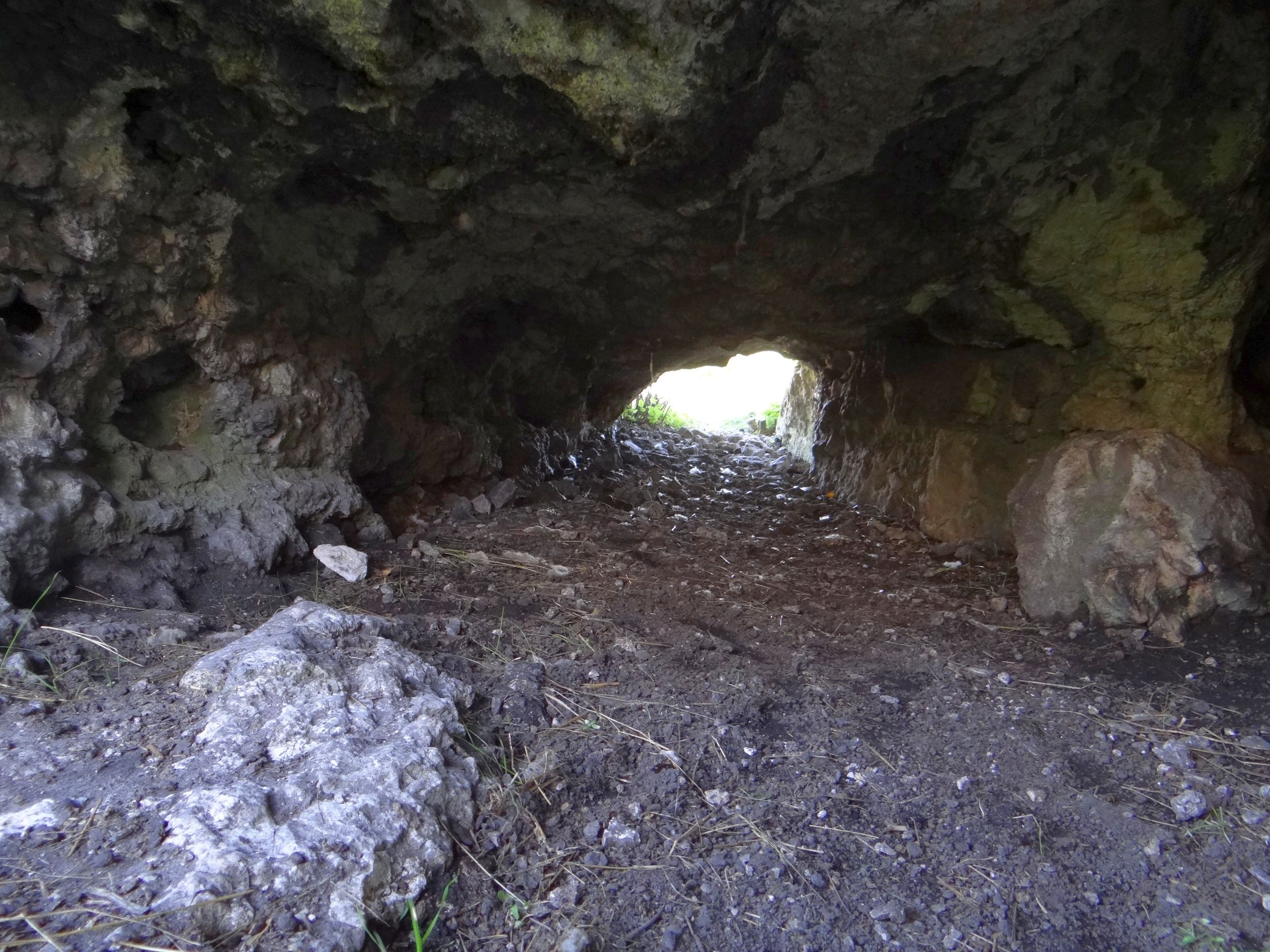
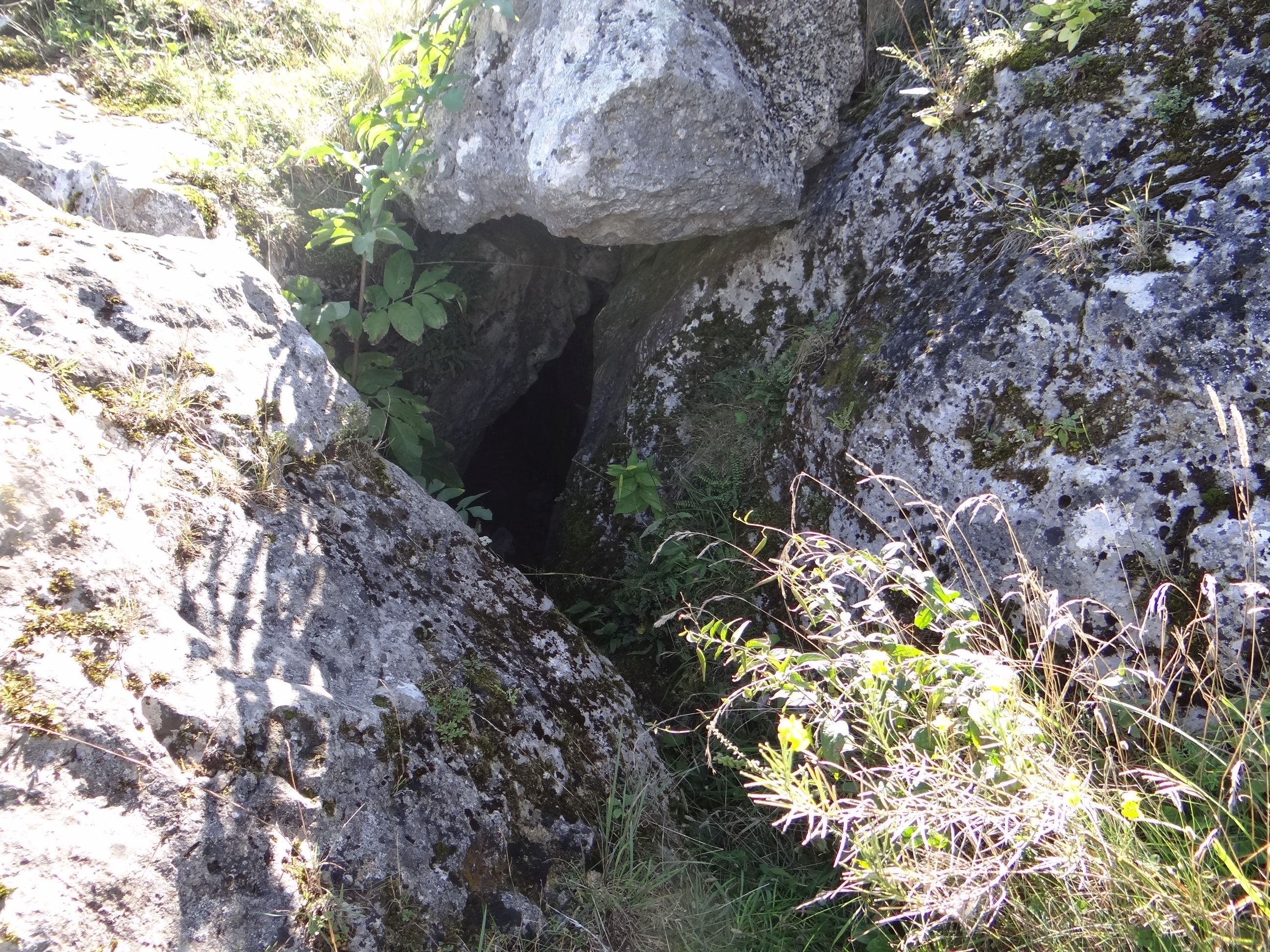
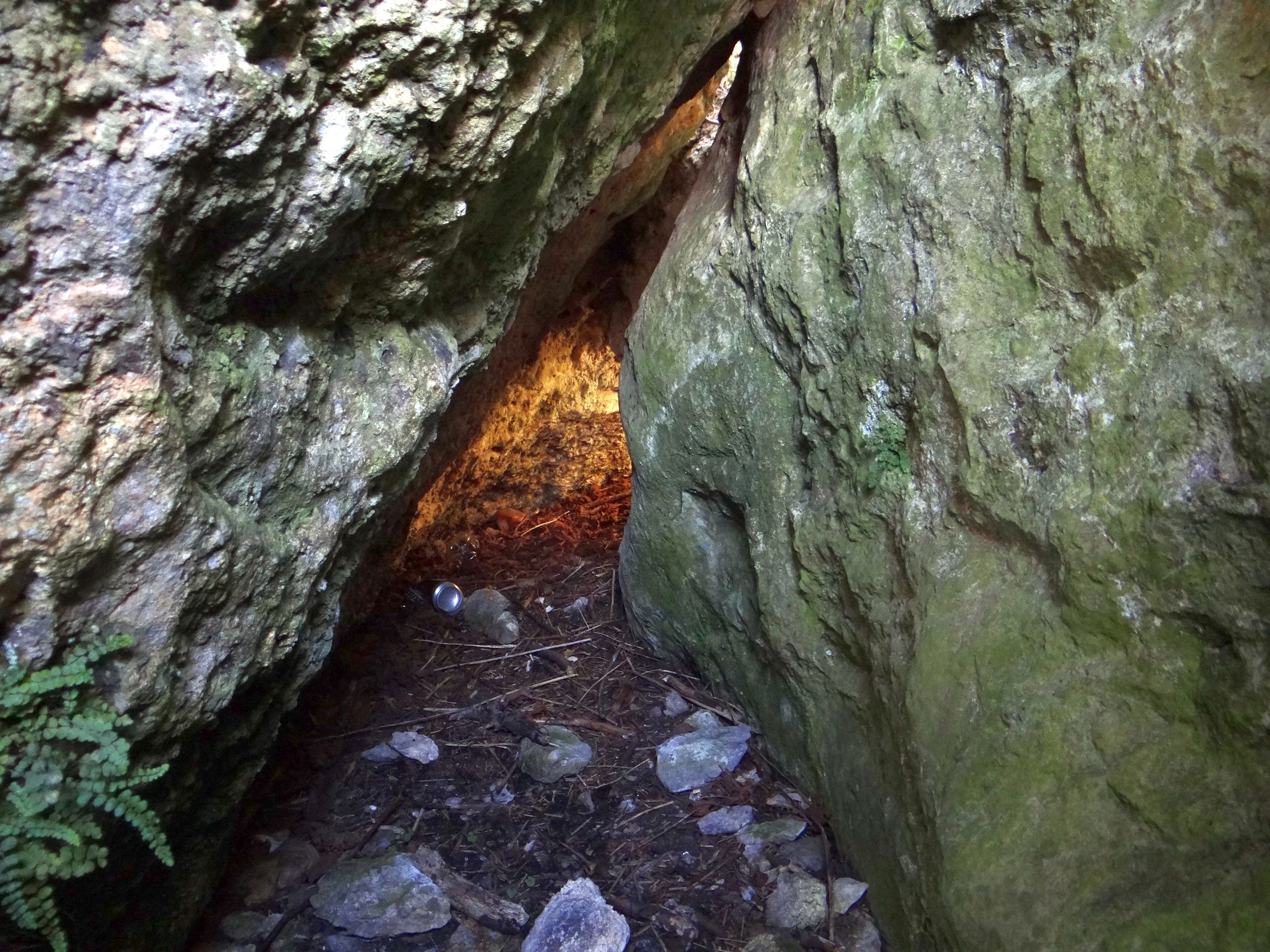